# Homidiana columbiana
Homidiana columbiana är en fjärilsart som beskrevs av John Obadiah Westwood 1879. Homidiana columbiana ingår i släktet Homidiana och familjen Sematuridae. Inga underarter finns listade i Catalogue of Life.